# Marten Rudelsheim

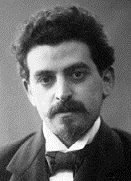
Marten Rudelsheim

Marten Rudelsheim (Amsterdam, 25 april 1873 - Antwerpen, 10 september 1920) was een flamingant van Joods-Nederlandse afkomst.
Met Louis Franck, Maurice Friedman, Nico Gunzburg, Salomon Kok, Lon Landau en Lode Oudkerk was Marten Rudelsheim een van verschillende Joodse en zelfs zionistische flaminganten die actief betrokken waren bij de Vlaamse Beweging en bij het Vlaamse activisme onder de Eerste Wereldoorlog.
Rudelsheim werd geboren in het Koninkrijk der Nederlanden als zoon van Joodse ouders: Bernard Rudelsheim en Grietje Bierman. Op twaalfjarige leeftijd, in 1885, kwam het gezin zich in Antwerpen vestigen. Als winkeliers behoorden zijn ouders tot de gegoede Joodse burgerij.
Al aan het Antwerpse atheneum ontpopte Rudelsheim zich tot een overtuigd flamingant met oog voor de sociale achtergronden en beweegredenen van de Vlaamse ontvoogdingsstrijd. Rudelsheim studeerde aan de Universiteit van Gent en doctoreerde in de Germaanse filologie. In 1898 verkreeg hij de Belgische nationaliteit. In 1900 kreeg hij een betrekking bij de Stadsbibliotheek van Antwerpen.
Karel van de Woestijne vermeldt in zijn correspondentie een Antwerpsch smousje, daarbij doelend op Rudelsheim, dan correspondent van het Haagse dagblad De Nieuwe Courant. Rudelsheim was tevens medewerker van Den Gulden Winckel.
Rudelsheim en S. Samson, een andere Joodse flamingant, richtten in 1910 in Antwerpen de eerste volledig Nederlandstalige school voor secundair onderwijs in Vlaanderen op..
Tijdens de Eerste Wereldoorlog koos Rudelsheim met Samson de zijde van de activisten, de Vlaamse ontvoogdingsbeweging die de steun van de Duitse bezetter hoopte te verkrijgen bij de stichting van een Vlaamse staat, en werd hij lid van de Raad van Vlaanderen. Rudelsheim en Samson waren overigens niet de enige zionisten die zowel voor Vlaanderen als voor een Joodse staat streden: activistische publicaties werden bijvoorbeeld gefinancierd door de Antwerpse diamantair Salomon Kok.. Rudelsheim zette zich ook in voor de vernederlandsing van de Gentse universiteit, toentertijd nog een Franstalige universiteit in een Vlaamse stad. Toen de Raad van Vlaanderen op 22 december 1917 de zelfstandigheid van Vlaanderen uitriep, traden hij, Herman Vos en Antoon Jacob echter uit de Raad.
De naoorlogse Belgische repressie richtte zich evengoed op de Joodse flaminganten. Joodse activisten als Lode Oudkerk, Maurice Friedman, Hendrik Van Praag, Saul De Groot (die later als Paul De Groot leider van de Communistische Partij in Nederland zou worden) en Samson, van wie de kostbare bibliotheek door de Belgische autoriteiten werd aangeslagen, werden verbannen.. Rudelsheim werd gearresteerd, veroordeeld tot tien jaar hechtenis wegens betrokkenheid bij het activisme en opgesloten. Op 20 september 1920 stierf hij in het bijzijn van enkele activistische medegevangenen in de Antwerpse gevangenis aan de gevolgen van gebrekkige medische verzorging.
Hij werd vervolgens door de Vlaams-nationalisten tot een van hun grootste martelaren gerekend. Zo wijdt René De Clercq aan hem een gedicht:
| Ter nagedachtenis van Dr. Marten Rüdelsheim |
| --- |
| Mij, kranken banneling, valt het nieuws op 't lijdensbed, Dat Rüdelsheim in staatsgevang gestorven is, Voor Vlaanderen. Helaas, zoo zullen velen sterven; En telkens wordt ons arme Vlaandren rijk begraven. O edele man, zoo fijn bezield met sterke gaven, Bewonderd heb ik u ten Raad wel honderdwerven. Gij spraakt, en wat in Holland onbedorven is, De Liefde tot het Recht, was u de hoogste wet. Tot voor uw rechters hebt gij kloek den eed herhaald Voor Vlaanderens zelfstandigheid. Daar voelden wij Eén man, eén woord, eén ziel, eén vrijheid, eén geweten. O Martelaren, over uwe graven straalt Het eerste nieuwe licht. Door u wordt Vlaandren vrij. Uw naam, o Rüdelsheim, zal Dietschland nooit vergeten. |

Pieter Tack, de president van de kortstondige onafhankelijke Vlaamse staat die tussen december 1917 en begin november 1918 in het leven was geroepen, had zijn mede-activist in 1933 nog geprezen als een grote Vlaming én een grote Jood die zijn joodse ras, waarvan hij de vele gaven in zich harmonisch verenigde, altijd trouw gebleven was.